# Swimfan
Swimfan (Fanática en España y Swimfan: Fijación en Hispanoamérica) es un thriller estadounidense de 2002 dirigido por John Polson y escrito por Charles Bohl y Phillip Schneider. Considerado como un remake adolescente de Atracción fatal, está protagonizado por Jesse Bradford, Erika Christensen y Shiri Appleby.

## Argumento
Ben Cronin (Jesse Bradford) es el capitán del equipo de natación del instituto. Un día, su entrenador (Dan Hedaya) le comunica que vendrán unos ojeadores de la Universidad de Standford a la competición de la semana que viene. Por otro lado, su novia Amy (Shiri Appleby) pretende quedarse en la Universidad de Rhode Island, pero luego cambia de opinión cuando le dice a Ben que irá a California para estar más cerca de él. Al día siguiente, Ben sufre un percance cuando está a punto de atropellar a Madison Bell (Erika Christensen), una joven que no tarda en sentirse cautivada por él, el cual le acompaña a su casa donde también conoce a su primo Christopher (James DeBello), un joven introvertido.
Para conocerse mejor decide invitarla a comer. Sin embargo, cuando Madison empieza a insinuársele, Ben le responde que tiene novia, cosa que no molesta a Madison, la cual le explica que tiene un novio en Nueva York esperándole. Sin embargo, luego terminan haciendo el amor en la piscina. Culpable por engañar a su novia, le pide máxima discreción y que la relación entre ambos sea de amistad. Sin embargo las intenciones de Madison son diferentes.
A la noche siguiente, Amy organiza una fiesta a la que asiste Ben, el cual se queda perplejo al ver a su nueva amiga, la cual resulta ser la propia Madison, aunque fingen no conocerse. Al poco tiempo, Madison empieza a obsesionarse con Ben hasta que harto de tantas llamadas y correos electrónicos, le pide que le deje tranquilo. A partir de ahí, su vida da un giro inesperado cuando es descalificado tras dar positivo en un control antidopaje a pesar de negar los hechos. Más tarde intenta confesarle a Amy lo que hizo a sus espaldas con Madison, pero esta mueve las fichas y todo el instituto se entera de la aventura. No obstante, también empieza a salir con Josh (Clayne Crawford), amigo y compañero de equipo con el que quiere darle celos, sin embargo, un lapsus delata sus verdaderas intenciones y mata a su nuevo novio tras que este corta con ella. Mientras Ben entrena, la joven arroja el cuerpo a la piscina y este es acusado del asesinato de su compañero.
Para probar su inocencia decide colarse por la habitación de Madison, donde encuentra un frasco de esteroides y varios objetos personales suyos guardados en una caja. Allí mismo es descubierto por Christopher, el cual, lejos de dar la voz de alarma, le explica lo que sucedió con su novio de Nueva York, el cual también es un deportista. No obstante, cuando llega a Nueva York, descubre que está postrado y entubado en una camilla de un hospital. Al mismo tiempo, Madison roba el coche de Ben y atropella a Amy, con el resultado de que la víctima ha sufrido heridas que la obligan a estar en una silla de ruedas hasta que se recupere y Ben vuelve a ser acusado, esta vez de tentativa de homicidio.
No obstante, Ben se dispone a demostrar su inocencia junto a unos amigos (incluido Christopher), los cuales tienden una trampa a Madison tras hacerle confesar estar detrás de los sucesos, por lo que es arrestada por la policía. Sin embargo consigue huir y secuestra a Amy. Esta le pide reunirse en la piscina, donde amenaza con matarla si no corta su relación, pero cuando se niega, esta la tira al agua y Ben acude en su rescate mientras Madison trata de agredirles con un limpiador de piscinas hasta que Ben consigue agarrar el palo y tira a Madison, la cual al no saber nadar, fallece ahogada tras ser llevada al lado más hondo.
Finalmente, Ben y Amy se reconcilian al mismo tiempo que recibe otra oportunidad por parte de su entrenador y los ojeadores.

## Reparto
- Jesse Bradford es Ben Cronin.
- Erika Christensen es Madison Bell.
- Shiri Appleby es Amy Miller.
- Kate Burton es Carla Cronin.
- Clayne Crawford es Josh.
- Jason Ritter es Randy.
- Kia Joy Goodwin es Rene.
- James DeBello es Christopher Dante.
- Dan Hedaya es Entrenador Simkins.
- Michael Higgins es Sr. Tillman
- Nick Sandow es Detective John Zabel.
- Pamela Isaacs es Sra. Egan
- Phyllis Somerville es Tía Gretchen Christopher.
- Monroe Mann es Jake Donnelly.
- Patricia Rae es Enfermera de Jake Donelly.

## Taquilla y recepción
Con un presupuesto de 10 millones de dólares, la película recaudó 34.411.240 dólares, del cual se recaudó un tercio del total en el primer fin semana.
Las críticas por parte de los críticos fueron negativas. En el portal web Rotten Tomatoes puntuaron el film con un 14% de nota, con varios comentarios coincidiendo en que es «una copia de Atracción fatal previsible y mediocre».
Peter Bradshaw de The Guardian dio una nota de dos estrellas sobre cinco y se refirió a la película como «una especie de Atracción fatal adolescente con un extra de gritos aborrecibles como entretenimiento». También añadió que «algunas escenas, que en un principio iban a ser prometedoras, carecían de un toque sardónico». La más crítica fue Variety, cuyo crítico describió la producción como «escalofriante, pero sin dejar helado al espectador, de hecho, hasta la piscina estaba tibia», y añadió: «Puesto que el propietario del producto no tira su propia basura, no puedo decir que sea una película recomendable».